# Märta Zetterquist

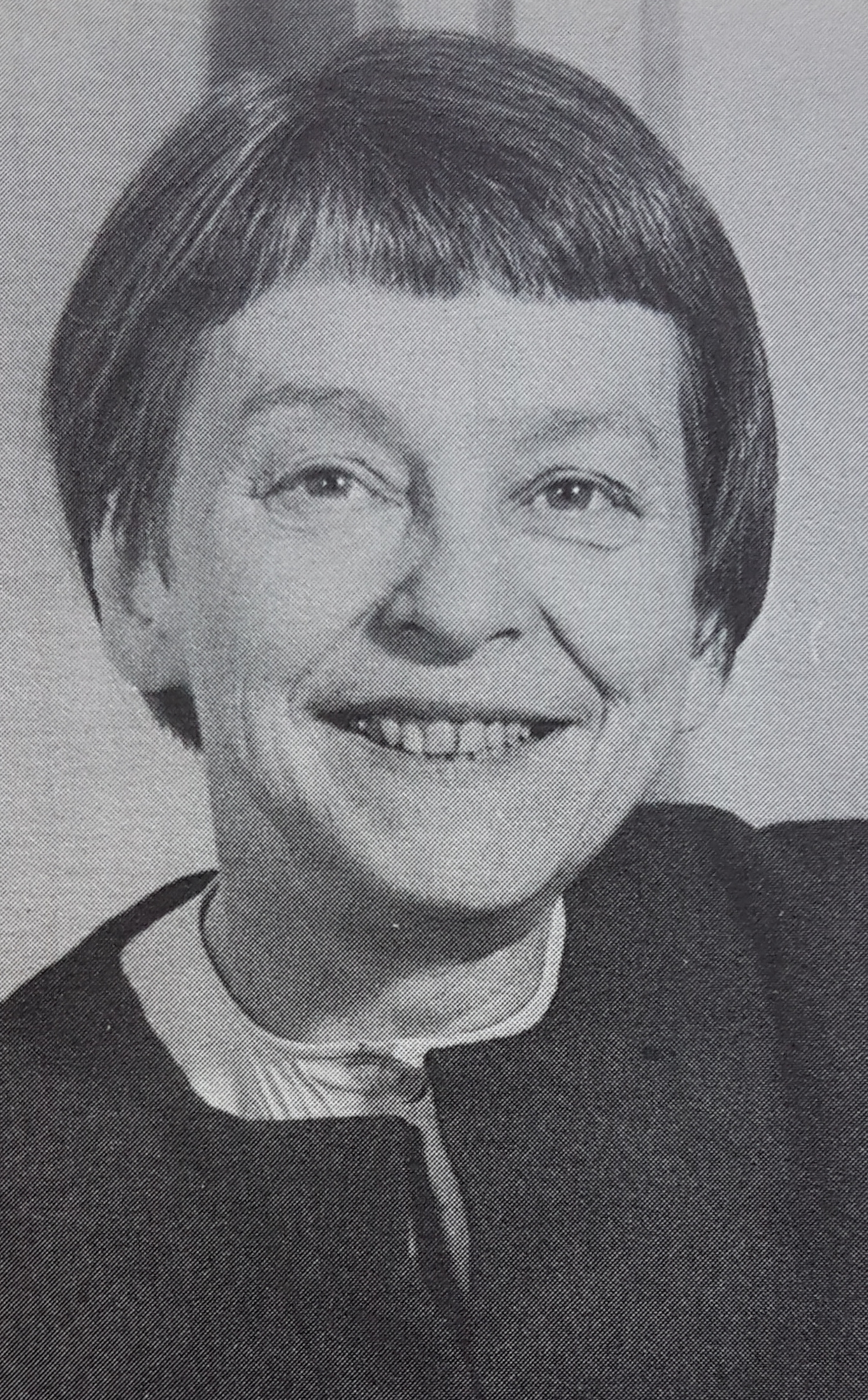
Märta Zetterquist

Märta Alfhild Zetterquist, född 21 maj 1903 i Ronneby församling, Blekinge län, död 1 september 1987 i Arvika västra församling, Värmlands län, var en svensk målare.
Hon var dotter till byggmästaren Otto Swenson och Ingeborg Göransson och var gift med Jérôme  Zetterquist 1927–1957 samt mor till Marja och Kajsa Zetterquist.
Märta Zetterquist studerade vid Carl Wilhelmsons målarskola i Stockholm 1923–1926, därefter företog hon studieresor till Frankrike 1926–1927 och som Värmlands konstförenings resestipendiat 1951 med ytterligare besök 1960. Hon debuterade i Stockholm 1934 och har medverkat i ett flertal samlingsutställningar bland annat med Värmlands konstförening på Värmlands museum, en utställning med värmländsk konst på Göteborgs konsthall 1946, Sveriges allmänna konstförenings utställningar i Stockholm, utställningar arrangerade av Arvika konstförening samt samlingsutställningar i Uppsala och Helsingborg. Tillsammans med Anders Finn ställde hon ut på Gummesons konsthall i Stockholm 1935 och tillsammans med sin man ställde hon ut på Konstsalong Rålambhof 1942 samt med sin man och Erik Langemark i Ronneby 1948. Separat har hon ställt ut på Galleri Acté 1948, Värmlands museum 1953 och ett flertal gånger på lasarettet i Arvika samt i Grängesberg 1962. Hennes konst består av figurkompositioner, barporträtt, blommor, stilleben, stadsinteriörer och landskapsskildringar från Tjörn, Blekinge och Värmland utförda i olja. Zetterquist är representerad på Värmlands museum, Arvika kommuns konstsamling och skolförvaltningen i Karlstad.